# Santonien
Stratigraphie
Coniacien Campanien
Le Santonien est le 4e des six étages stratigraphiques du Crétacé supérieur. On le date entre −86,3 ± 0,5 et −83,6 ± 0,2 Ma, après le Coniacien et avant le Campanien.

## Stratotype
Le Santonien doit son nom à la ville française de Saintes (Mediolanum Santonum), en Charente-Maritime.
Sa base est définie par l'apparition du bivalve Cladoceramus undulatoplicatus (Roemer) et son sommet par la disparition du crinoïde Marsupites testudinarius.

## Quelques affleurements

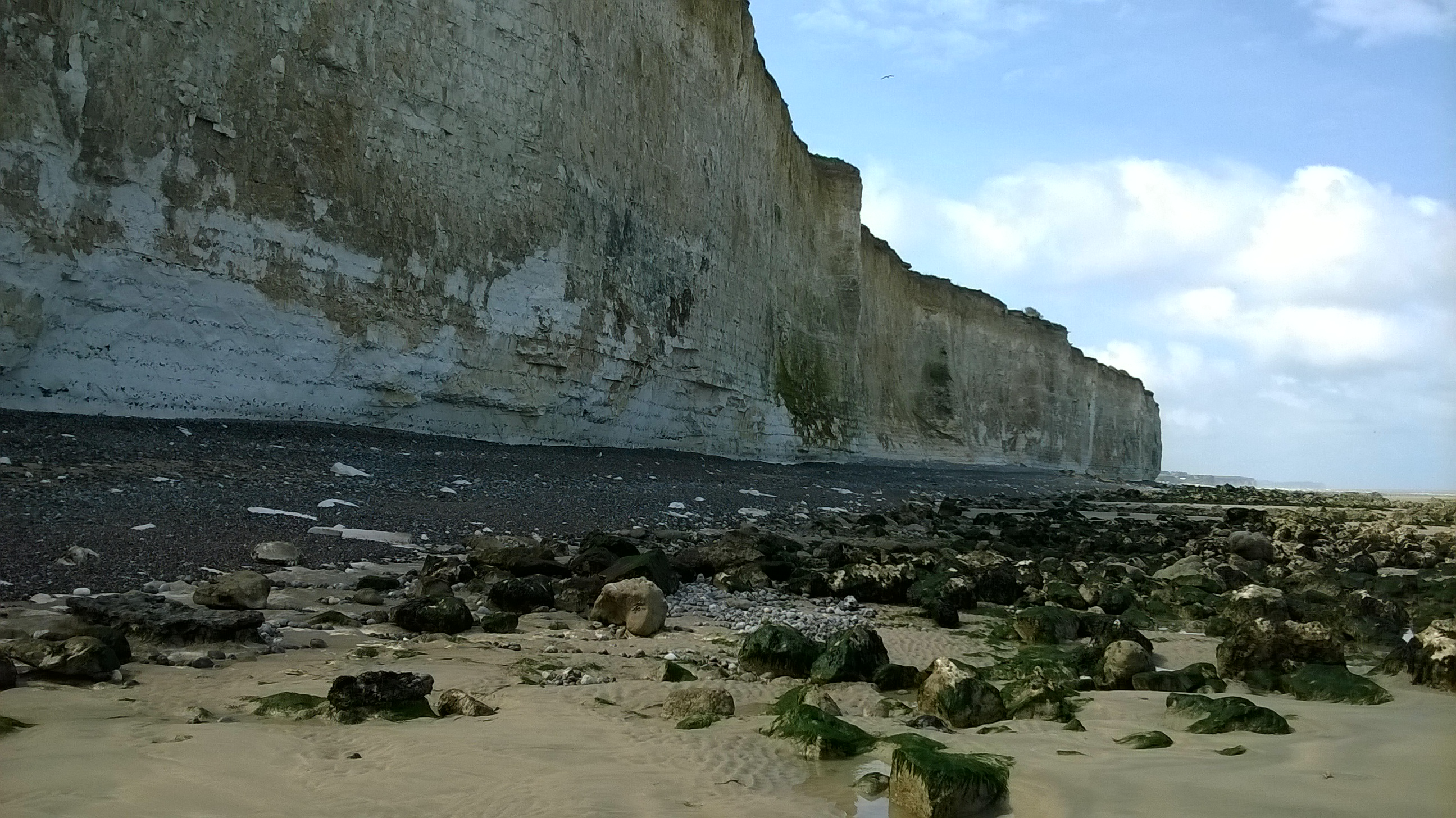
Falaises de craie de Quiberville.